# Кызылшилик (Павлодарская область)
Кызылшилик (каз. Қызылшілік — красные заросли) — село в Баянаульском районе Павлодарской области Казахстана. Входит в состав Торайгыровского сельского округа. Расположено севернее села Торайгырова. Код КАТО — 553659600.

## Население
В 1999 году население села составляло 401 человек (209 мужчин и 192 женщины). По данным переписи 2009 года, в селе проживало 330 человек (165 мужчин и 165 женщин).